# Apela strigata
Apela strigata är en fjärilsart som beskrevs av Heinrich Benno Möschler 1878. Apela strigata ingår i släktet Apela och familjen tandspinnare. Inga underarter finns listade i Catalogue of Life.